# Cagiva SXT
La Cagiva SXT è una tipica moto da fuoristrada turistica ed insieme alla versione stradale SST, fu l'ultimo modello di motocicletta prodotto dalla AMF-Harley Davidson nello stabilimento italiano di Schiranna, frazione di Varese, sita sull'omonimo lago e il primo prodotto dalla Cagiva che ne rilevò gli stabilimenti e il marchio.
La moto fu in produzione dal '75 con le tre motorizzazioni da 125, 175 e 250 cm³, dal '78 fu lanciata sul mercato la versione 350 cm³. Queste moto vennero inizialmente prodotte con il marchio AMF Harley Davidson, poi nell'80 vennero prodotte con il marchio HD-Cagiva, per l'accordo intercorso, e in seguito col marchio Cagiva; tutti i modelli erano muniti di motore a due tempi e lubrificazione separata tramite pompa Keihin azionata dal propulsore.

## SXT 125

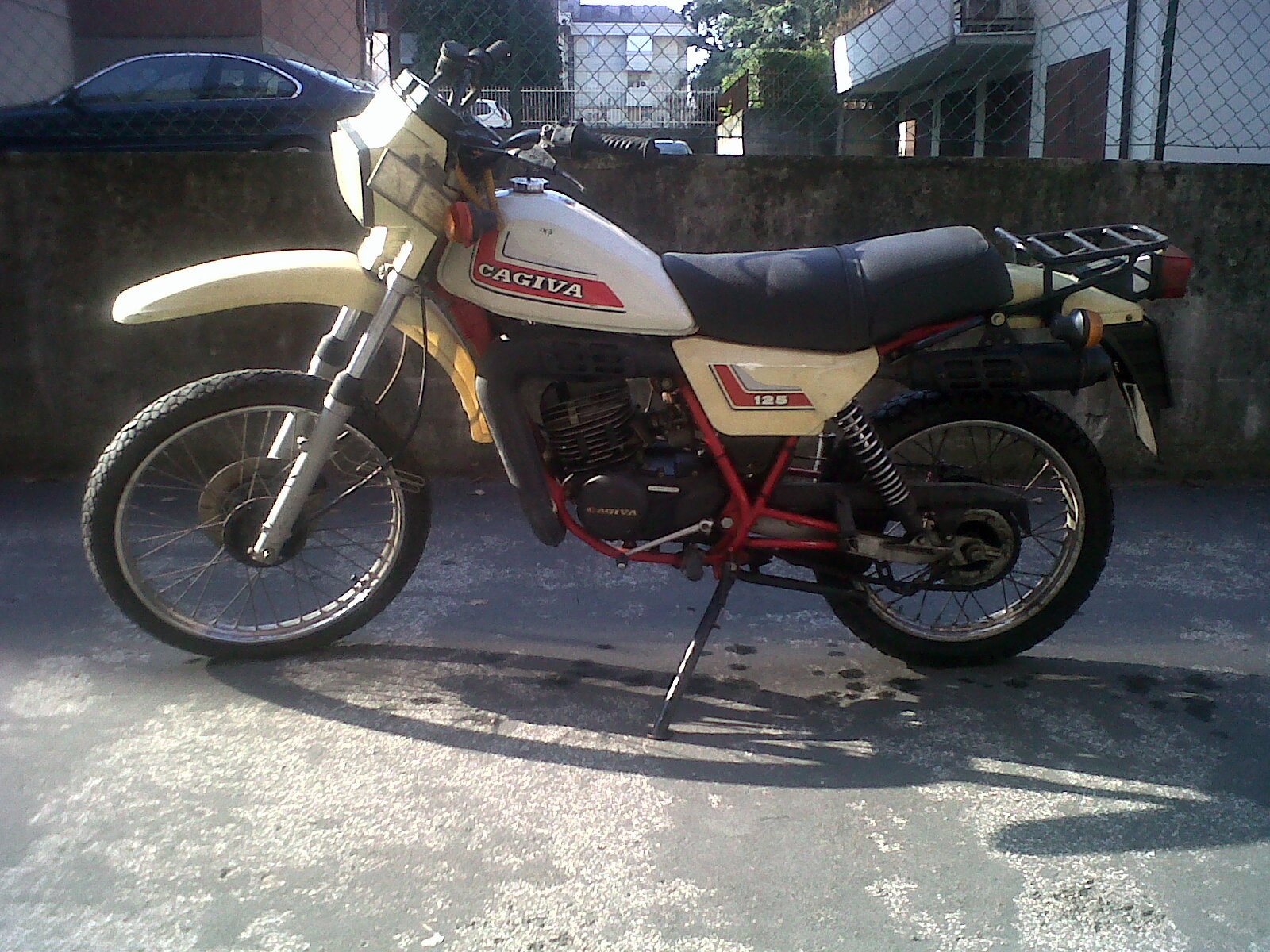
Cagiva SXT 125 modello anno 1984

La Cagiva SXT 125 fu la versione con il maggior successo: destinata ai sedicenni neopatentati del tempo, risultò molto gradita dal pubblico e fu il cavallo di battaglia della casa motociclistica varesina.
Il successo del modello fu dovuto alla semplicità costruttiva e di guida, accompagnate da costi di acquisto e di manutenzione contenuti, così come contenuti erano i consumi di olio e benzina, mentre le marce erano ben distanziate tra loro e al tempo stesso lunghe, in modo da non dover cambiare continuamente marcia.
Questa moto fu prodotta dal 1975 al 1983, sostituita dalla Cagiva Aletta Rossa.

## SXT 175
Identica alla 250, di potenza leggermente inferiore, entrambe inizialmente erano dotate di ruota anteriore da 19"

## SXT 250
La Cagiva SXT 250 era una moto che come il modello stradale SST 250, fu prodotta dal 1975, fino al 1985.

## SXT 350
Questo modello entrò in produzione nel 1978 con il marchio AMF Harley Davidson, e, in seguito alla vendita della filiale italiana, l'accordo fra i due fabbricanti prevedeva che venissero vendute con il marchio HD Cagiva, e ne uscì nel 1984. Il modello era molto simile alla versione 250, si differenziava nel motore, nero anodizzato, nella livrea e nella componentistica, come il parafango anteriore, nero e più corto, lo scarico, più raccolto, che passava sopra il motore e attraverso il telaio, ed alcuni altri particolari. Questa moto fu sostituita dalla Ala Rossa 350 con motore a 4 tempi. Secondo alcuni il motivo di uno scarso successo fu da imputare ai consumi troppo elevati, alle vibrazioni che, oltre i 100 km/h, raggiungevano pedane e manopole con frequenze elevatissime, rendendo ben poco confortevole la guida per lunghi tratti, specialmente in autostrada. Le vibrazioni elevate, inoltre, provocavano la rotture dei parafanghi anteriore (plastica) e posteriore (metallo) in corrispondenza degli attacchi.